# Periacma anterosinuata
Periacma anterosinuata (лат.) — вид молевидных бабочек рода Periacma из семейства Autostichidae. Китай (провинция Сычуань). Специфический эпитет образован от латинских antero- и sinuatus, обозначающих слабовыраженный передний край гнатоса гениталий.

## Описание
Размах крыльев 16,0 — 16,5 мм. Основная окраска желтовато-коричневая. Мезонотум темно-коричневый, с желтыми чешуйками; тегулы желтый, с темно-коричневыми чешуйками. Переднее крыло оранжево-желтое, с разбросанными темно-коричневыми чешуйками; край бока черный от основания до 1/5 основания; дорсум с темно-коричневым пятном в основании; крупное пятно от основания дорсума, идущее наружу к складке, затем вдоль складки до середины длины крыла; дискальное пятно черное, расположено над предыдущим пятном; постмедиальная фасция темно-коричневая, тянется примерно от 2/3 бока до торнуса; вершинная фасция темно-коричневая, идет вдоль термена до постмедиальной фасции; бахромка серая. Задние крылья и бахрома серые. Ноги желтые, кроме четырех дистальных тарсомеров передних лапок; на дорсальной поверхности передние лапки с первым тарсомером черным посередине, средние лапки с голенями черными у основания, голени черные посередине первого тарсомера и у основания остальных тарсомеров; на внешней поверхности голени задних лапок с черными чешуйками. Новый вид сходен с P. novella Wang, Li et Liu 2001. В гениталиях самца его можно отличить по апикально тупому уксусу без зубцов посередине на заднем крае и по косту вальвы без отростка. У P. novella апикально выпуклый укус имеет два небольших зубца в середине на заднем крае, а коста вальвы имеет небольшой зубовидный отросток в базальной части 1/5.